# Giuseppe Clivio
Giuseppe Clivio (fl. XX secolo) è stato un calciatore italiano, di ruolo mediano.

## Carriera
Nel primo dopoguerra disputa quattro stagioni di Prima Categoria con US Milanese e Racing Libertas, due società milanesi con le quali realizza le sue due reti, la prima il 14 marzo 1920 nella partita Brescia-Milanese (0-1), e la seconda il 13 novembre 1921 nella partita Racing Libertas-Pavia (1-1).
Dal 1923 al 1925 gioca a Busto Arsizio con la Pro Patria.